# チャールズ・サンティアゴ・サンダース・パース
チャールズ・サンティアゴ・サンダース・パース（英: Charles Santiago Sanders Peirce、1839年9月10日 - 1914年4月19日）はチャールズ・サンダース・パースとしてより知られているが、彼はアメリカの哲学者、論理学者、数学者、そして科学者である。パースについての主な解説にかんしてはチャールズ･サンダース･パースの項目を参照。本項目は、その代わりに、彼がミドルネーム「サンティアゴ」を採用したことおよび彼がそのミドルネームを採用した動機は彼の旧友ウィリアム・ジェームズへの感謝の念だったという推測を取り上げる。活字の上でのパースの名前は、1890年ぐらいの早いころに「チャールズ・サンティアゴ・パース」と表記されているが、このころというのは彼がジェームズに深く感謝する理由を持つよりも前である。しかし彼は1906年までは、自分の論文で「サンティアゴ」という名前を使っていない。おそらく彼が「サンティアゴ」という名前を使ったことは、彼の二番目の妻ジュリエットと関係があり、そしておそらく、より後の時期には、ジェームズとも関係がある。